# Bucklandiella crispipila
Bucklandiella crispipila là một loài Rêu trong họ Grimmiaceae. Loài này được (Taylor) Bednarek-Ochyra & Ochyra mô tả khoa học đầu tiên năm 2003.